# Kỹ thuật điện tử

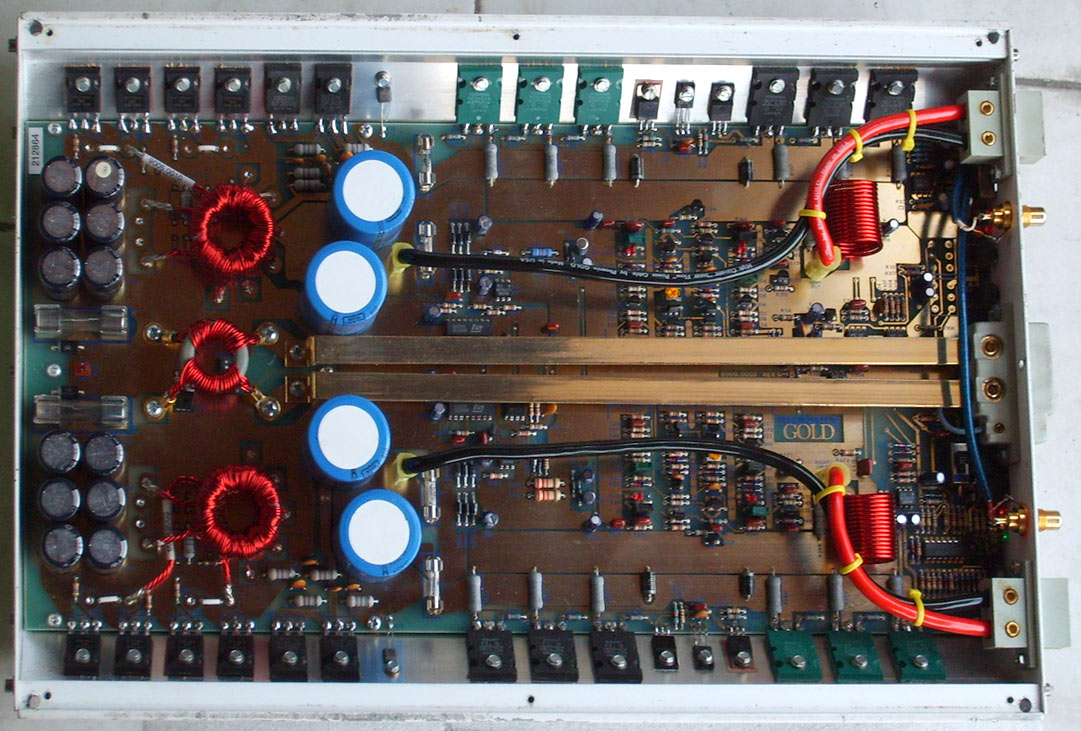
Bảng mạch của một tăng âm stereo.

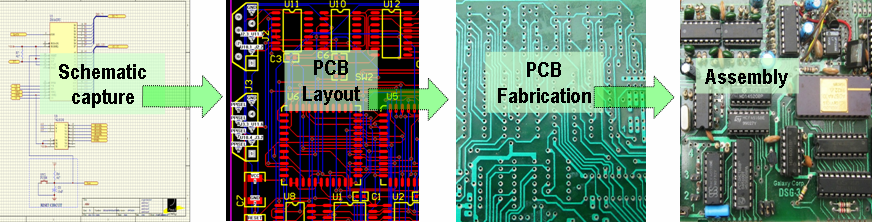
Các giai đoạn chính chế tạo bảng mạch điện tử.

Kỹ thuật điện tử (tiếng Anh: Electronic engineering) là một ngành kỹ thuật điện sử dụng các phần tử điện phi tuyến và hoạt động tích cực như các linh kiện bán dẫn, đặc biệt là transistor, điốt, mạch tích hợp,... để thiết kế các mạch điện, thiết bị, vi xử lý, vi điều khiển và các hệ thống điện tử khác. Kỹ thuật điện tử thường cũng thiết kế các phần tử điện thụ động, thường là dựa trên bảng mạch in .
Điện tử học là một lĩnh vực trong môn học về kỹ thuật điện rộng hơn, nhưng nó cũng biểu thị một lĩnh vực kỹ thuật rộng bao gồm các lĩnh vực con như điện tử tương tự, điện tử số, điện tử tiêu dùng, các hệ thống nhúng và điện tử công suất. Kỹ thuật điện tử đề cập đến việc áp dụng các ứng dụng, nguyên tắc và các thuật toán được phát triển trong nhiều lĩnh vực liên quan, ví dụ như vật lý chất rắn, kỹ thuật vô tuyến, viễn thông, hệ thống điều khiển, xử lý tín hiệu, kỹ thuật hệ thống, kỹ thuật máy tính, kỹ thuật đo lường, Robot học, và nhiều thứ khác.